# Phyllomya takanoi
Phyllomya takanoi là một loài ruồi trong họ Tachinidae.